# Abascantus
|  | Per a altres significats, vegeu «Abascantus (desambiguació)». |

Abascantus o Abascant (en llatí Abascantus, en grec antic Ἀβάσκαντος) era un metge nascut a Lugdúnum (Lió) que va viure probablement al segle ii i que va inventar un antídot contra la mossegada de serps i altres remeis. Galè el menciona diverses vegades.
Jan Gruter, un filòleg flamenc, va recollir nombroses inscripcions llatines en una de les quals es fa referència a un Abascantus, llibert d'August, que podria ser aquest Abascant mencionat per Galè, però és incert. Galè també parla d'un Abascantus al que anomena Παρακλήτιος Ἀβάσκανθος (el consolador, el remeier), però no se sap si és el mateix.